# 包克什
包克什（匈牙利語：Baks）是匈牙利琼格拉德州所辖的一个村。总面积61.92平方公里，总人口2095，人口密度33.8人/平方公里（2011年1月1日）。